# Stazione di Palencia
La stazione di Palencia è una stazione ferroviaria della città spagnola di Palencia in Castiglia e León.
Gestita da ADIF, la stazione offre servizi di media e lunga distanza gestiti dalla Renfe.
È situata vicino al centro della città vicino al parco di Jardinillos e alla stazione degli autobus.